# Eugenio Tosi
Eugenio Tosi O.Ss.CA (Busto Arsizio, 6 de mayo de 1864 - Milán, 7 de enero de 1929) fue un sacerdote, arzobispo y cardenal italiano que se desempeñó en su último cargo como cardenal-arzobispo de Milán de 1922, hasta su fallecimiento en 1929.

## Biografía
Eugenio nació el 6 de mayo de 1864, en Busto Arsizio, Provincia de Varese, Italia. Estudió en el seminarios de Monza y en el de Milán. Fue ordenado sacerdote el 4 de junio de 1887, para los  Oblatos de los Santos Ambrosio y Carlos. 
En 1889, después de servir como un vicario en Busto, enseñó en la Casa Misional de los Oblatos en Rho hasta 1909, cuando fue nombrado vicario general de Rimini.
El 5 de abril de 1911, el papa Pío X lo nombró Obispo de Squillace. Recibió su consagración episcopal el 16 de abril, por el cardenal Andrea Carlo Ferrari. Después de convertirse en obispo de Andria el 22 de marzo de 1917, se desempeñó como Administrador Apostólico de Squillace desde el 10 de agosto de 1917 hasta febrero de 1918.
El papa Pío XI nombró a Tosi Arzobispo de Milán el 7 de marzo de 1922 y posteriormente también lo nombró cardenal presbítero de Santos Silvestre y Martín del Monte en el consistorio el 11 de diciembre del mismo año. 
Denunció públicamente la reproducción de la ópera sobre El martirio de San Sebastián, de la que se les prohibió a los católicos de ver, en el La Scala en 1926.
Falleció tras una larga enfermedad en Milán, a los 64 años.